# 鸣沙洲塔
鸣沙洲塔，也称鸣沙塔、鸣沙永寿塔，位于中华人民共和国宁夏回族自治区中卫市中宁县，是一座十一层八角砖塔。据史料记载，该塔始建于西夏年间，在明代的地震中被震毁，并于明代重建，清朝初期时上半部分塔身被震毁。1985年时，鸣沙洲塔得以重建。2013年，鸣沙洲塔被列为全国重点文物保护单位。

## 历史
鸣沙洲塔，也称鸣沙塔、鸣沙永寿塔，位于宁夏中宁县鸣沙镇北、黄河南岸的安庆寺中。关于它的建造目的，有说法称该塔为北宋范仲淹在击败西夏之后，为了镇压清水河中的蛟龙所建:92关于该塔的建造年代，有说法根据塔的形制推断其建造年代为西夏时期:575，相关的说法在明代的地方志当中得到了印证。此后在明嘉靖四十年（1561年），宁夏发生大地震，该塔的所在寺庙安庆寺被完全震毁，而塔也遭到严重损毁。隆庆三年（1569年）至万历八年（1580年）期间，该塔得以重建。此时的鸣沙洲塔共计十四层。清康熙四十八年（1709年），宁夏再次发生大地震，塔上部的七层半被完全震倒。
1963年，宁夏回族自治区将鸣沙洲塔列为第一批自治区级文物保护单位。1985年之前，鸣沙洲塔因无人保养而出现严重风化现象，半截塔身上出现了多处纵向裂缝，塔檐也变得很脆弱，塔身下部的夯土台地遭到人为掏挖。1984年，宁夏回族自治区文物管理委员会和宁夏回族自治区文化厅开始着手对鸣沙洲塔进行加固修复，并开始制定方案。该工程自1985年5月开始正式动工，至11月工程结束:48，其中包括修补台基、修复下半部分塔身、根据下半部塔复建上半部分塔身、补修塔刹等。经过复原的塔共有十一级。2013年，鸣沙洲塔被列为全国重点文物保护单位。2014年9月6日，宁夏回族自治区人民政府公布了鸣沙洲塔的保护范围，总面积约为7800平方米。

## 结构
鸣沙洲塔为一座八角形楼阁式砖塔。塔原高十四层，上七层半已坍毁，残高21.4米。该塔原本没有基座，直接在夯土上盖成，塔身的砖用黄泥浆相互粘连，外用白灰勾缝。塔身底边长3.16至3.2米，底径长为7.9米，底层塔室直径为1.72米，塔壁厚度约为3.09米，高3.79米，出檐部位高1.02米。塔身自下而上逐层内收，第六层塔高1.57米，出檐部位高0.87米。第七层时塔身外径为5.4米，塔室直径为1.6米，塔壁厚度为1.9米。各层均开有一处券门，其中第一层的券门高1.7米，宽0.7米，面南而开，可供进入，塔室内原有可供攀登的木质楼梯板；第二、四、六层的小券门向东西方向开，第三、五层的券门向南北方向开。:575
1985年修复后，该塔共有十一级，高度为42米。1985年重修后加盖了一座较为低矮的砖砌八角须弥座，平面面积约为18平方米。每级塔身都以叠涩砖作挑檐，檐下每面正中与转角处以砖雕斗栱装饰，檐角挂有风铃。塔内楼梯板被重建。:92:575

## 出土文物
在加固修复鸣沙洲塔的过程当中，文物部门先后发现了塔身内砌筑的多块“隆庆四年庆府重造”的戳记砖，以及“开元通宝”、“元熙通宝”等多枚古钱币。此外还发现有明代的《重修安庆寺碑记》一通。这些文物全部由中宁县文物管理所保管。